# Bruchophagus natheni
Bruchophagus natheni är en stekelart som beskrevs av T.C. Narendran 1994. Bruchophagus natheni ingår i släktet Bruchophagus och familjen kragglanssteklar. Inga underarter finns listade.